# Ulises Segura
Ulises Antonio Segura Machado (Goicoechea, San José, Costa Rica, 23 de junio de 1993) es un futbolista costarricense. Juega de interior derecho en el Puntarenas FC de la Primera División de Costa Rica.

## Trayectoria

### Saprissa de Corazón
Ulises Segura es cantera del Deportivo Saprissa. Desarrolló las categorías inferiores en el equipo tibaseño y ascendió de acuerdo a su edad. A los 19 años conformó el club de Segunda División, el Saprissa de Corazón. Debutó profesionalmente el 12 de agosto de 2012, en la primera jornada del Torneo de Apertura contra Jacó Rays, en el Estadio Municipal de Garabito. El centrocampista completó la totalidad de los minutos y marcó un gol en el compromiso, pero fue insuficiente ya que el resultado fue de derrota 3-1. Su segunda anotación la efectuó el 31 de agosto ante Coto Brus en el Estadio Hamilton Villalobos, para el empate 3-3. Al término de la fase regular del campeonato, su conjunto quedó en el séptimo lugar de la tabla con 17 puntos. Por otro lado, Segura tuvo quince apariciones y acumuló 932 minutos de acción.
Para el Torneo de Clausura 2013, el centrocampista jugaría 65 minutos en la derrota 1-0 ante Jacó Rays, esto por la primera fecha y efectuada el 12 de enero. En total alcanzó diez compromisos con participación y 760 minutos acumulados. Su club quedó sin posibilidades de aspirar a una segunda etapa del campeonato.
El nombre de su equipo cambió por Generación Saprissa a partir de agosto de 2013, mientras que Segura fue seleccionado —por el entrenador Enrique Rivers— para afrontar esta temporada. Debutó oficialmente en la segunda fecha del Torneo de Apertura —ya que su club estuvo libre en la jornada inaugural—, donde desarrolló el partido contra Juventud Escazuceña en el Estadio Nicolás Masís. Ulises marcó su primer gol del certamen al minuto 69', el tercero transitorio y el marcador terminó en victoria por 1-4. El 15 de septiembre hizo otra anotación, esta vez sobre Osa en el triunfo de visita 1-2. Los morados fueron ubicados nuevamente en el grupo B de la tabla, y demostraron un mayor crecimiento tras avanzar a la siguiente fase como segundo del grupo y tercero en la general. Los cuartos de final se desarrollaron a mediados de noviembre contra Barrio México. Los resultados fueron de empates 1-1 y 2-2, por lo que el ganador se decidió mediante los penales, siendo su grupo el vencedor con cifras de 2-3. Las semifinal de ida se dio el 30 de noviembre contra AS Puma, y el empate 1-1 prevaleció en esta primera serie. Posteriormente, el 8 de diciembre fue el encuentro de vuelta en el que su equipo fue eliminado por la pérdida de 2-1.

### Deportivo Saprissa
El centrocampista fue convocado por el entrenador Ronald González para afrontar la jornada 3 del Campeonato de Verano 2014. El 18 de enero se llevó a cabo el compromiso en el Estadio Morera Soto, contra el conjunto de Carmelita. Ulises debutó en el equipo absoluto tras ingresar como sustitución por Ariel Rodríguez al minuto 80', y el resultado fue de empate 2-2. En toda la competencia disputó dos partidos, en una oportunidad esperó desde el banquillo y en diecinueve ocasiones no fue tomado en cuenta. Al término de la fase de clasificación, su equipo entró de primer lugar de la tabla de posiciones y, por consiguiente, a la ronda eliminatoria. Las semifinales se llevaron a cabo frente a la Universidad de Costa Rica, las dos series en el Estadio Ricardo Saprissa. Los saprissistas obtuvieron la igualdad de 2-2 en la ida, y la vuelta concluyó en victoria de 2-0. Con el resultado global, su club aseguró el pase a la última instancia. El 5 de mayo se desarrolló la final de ida en el Estadio Morera Soto contra Alajuelense, donde el empate prevaleció al acabar los 90 minutos. La vuelta fue cinco días después en condición de local y bajo una intensa lluvia. El único tanto de su compañero Hansell Arauz fue suficiente para el triunfo de 1-0, y para el título «30» de la institución.

### C.S. Uruguay de Coronado
El 3 de junio de 2014, la dirigencia del Saprissa envió a Segura al Uruguay de Coronado en condición de préstamo por una temporada. Enfrentó con su equipo la Copa Popular, específicamente en la fase de grupos. La primera fecha fue el 12 de julio contra Belén, en el Estadio Rosabal Cordero. El interior fue titular los 90 minutos en la derrota de 1-0. Una semana después se realizó la segunda jornada, de local en el Estadio El Labrador frente al Herediano. Ulises nuevamente fue titular en la pérdida de 1-3. El 27 de julio fue el último compromiso ante San Carlos; el empate a un tanto fue insuficiente para avanzar a la siguiente ronda, quedando eliminados.
La jornada inaugural del Campeonato de Invierno 2014 se llevó a cabo el 17 de agosto. En esa oportunidad, su club enfrentó al Cartaginés en el Estadio "Fello" Meza. El centrocampista fue titular por 80 minutos, fue reemplazado por Elking Scoby y el resultado concluyó en derrota de 3-1. El 14 de septiembre marcó su primer gol en la máxima categoría del fútbol costarricense, específicamente en la fecha 8 ante Belén, en el Estadio El Labrador. Su tanto valió para la victoria de 1-0. El 28 de septiembre alcanzó su segunda anotación frente a Pérez Zeledón. No obstante, los lecheros perdieron con cifras de 4-2. Segura en total contabilizó un total de 18 partidos disputados, para un acumulado de 1.374'. Por otra parte, los aurinegros quedaron en el undécimo lugar de la tabla con 16 puntos, muy cerca de la zona de descenso. Debido a esta situación, el entrenador Carlos Watson fue rescindido de su ocupación y, semanas más tarde, el argentino Martín Cardetti asumió el cargo.
El 18 de enero se realizó la fecha 1 del Campeonato de Verano 2015, en la que el Uruguay tuvo como adversario al Cartaginés en el Estadio El Labrador. La anotación del rival a los 45 segundos después de haber iniciado el juego, repercutió en la derrota 0-1 de su grupo. Segura en esa oportunidad entró de cambio por Jaikel Medina al minuto 69'. Su único gol se registró el 25 de febrero, en el empate de 2-2 contra la Universidad de Costa Rica. El mediocampista logró una regularidad de 19 compromisos, para un total de 1.180 minutos de acción. Finalmente, su club logró eludir el descenso tras colocarse de décimo en la clasificación general de la temporada.

### Deportivo Saprissa
El 15 de junio de 2015 se hizo oficial el regreso de Ulises al Deportivo Saprissa, como nuevo refuerzo de la temporada. Debido a las numerosas ausencias de muchos de sus compañeros por motivos de selección, su club hizo frente al Torneo de Copa con una escuadra mayoritariamente alternativa. La primera fase se llevó a cabo el 8 de julio, en la visita al Estadio Edgardo Baltodano. El rival fue Guanacasteca y el futbolista apareció como titular del entrenador Jeaustin Campos. El centrocampista marcó su primer gol como saprissista al minuto 46', y su compañero Keilor Soto anotó para el triunfo de 1-2. La segunda etapa se desarrolló cuatro días después contra Pérez Zeledón en el Estadio "Coyella" Fonseca. El empate de 0-0 prevaleció al término de los 90 minutos, por lo que los penales fueron requeridos para decidir el ganador. Ulises hizo el tercer tiro pero lo falló y las cifras de 5-6 eliminaron a su conjunto de la competición.
El 2 de agosto comenzó el Campeonato de Invierno 2015, donde el jugador participó 24 minutos en el Estadio Rosabal Cordero, en la victoria de 0-2 ante Belén, con goles de sus compañeros Deyver Vega y Ariel Rodríguez.  Segura, participó por primera vez en la Concacaf Liga de Campeones con su nuevo equipo, y actuó 45 minutos frente al W Connection de Trinidad y Tobago; partido que finalizó con victoria 4-0. Cinco días después, no fue convocado en el segundo juego de la competición internacional, contra el Santos Laguna de México. La anotación de Marvin Angulo por medio de un tiro libre, y el gol en propia meta de Néstor Araujo, hicieron que el resultado definitivo terminara con triunfo de 2-1. No obstante, el 16 de septiembre, los tibaseños perdieron contra el equipo trinitario con marcador de 2-1, lo que repercutió, al día siguiente, en la rescisión de los contratos de Jeaustin Campos y José Giacone del banquillo. Dos días después, se confirmó a Douglas Sequeira como director técnico interino. El Saprissa no logró avanzar a la siguiente ronda del torneo de la Concacaf debido a una derrota de 6-1 frente al Santos Laguna. El 26 de octubre se hizo oficial la incorporación del entrenador Carlos Watson. El 2 de diciembre hizo su primer gol en la competencia nacional, en la victoria de 3-0 contra Belén. El 9 de diciembre, su club aseguró la clasificación a la siguiente ronda del torneo tras derrotar 5-0 a Liberia, llegando de tercer lugar en la tabla de posiciones. El partido de ida de las semifinales se dio en el Estadio Ricardo Saprissa contra el Herediano, efectuado el 13 de diciembre. Segura participó 2 minutos en la victoria de su equipo 3-0. A pesar de la derrota 2-0 en el juego de vuelta, su club avanzó con marcador de 2-3. El encuentro de ida de la final se desarrolló el 20 de diciembre y jugando de local contra Liga Deportiva Alajuelense; el resultado terminó 2-0 a favor de Saprissa y su compañero Francisco Calvo marcó ambos goles a los minutos 57' y 67'. El último partido se realizó tres días después en el Estadio Morera Soto, Ulises participó los 90 minutos en el triunfo 1-2, las anotaciones fueron de Andrés Imperiale y Daniel Colindres para los morados. De esta manera, su equipo selló el campeonato y ganando de forma exitosa la estrella «32» en su historia.
La jornada 1 del Campeonato de Verano 2016 se efectuó el 17 de enero contra el conjunto de Belén, en el Estadio Ricardo Saprissa, con la responsabilidad de defender el título de campeón. Aunque su equipo empezó perdiendo desde el primer minuto del juego, logró remontar y ganar con marcador de 2-1, con goles de sus compañeros Daniel Colindres y David Ramírez; Segura participó los 90 minutos. Al término de la etapa regular de la competencia, su club alcanzó la segunda posición de la tabla, por lo que clasificó a la ronda eliminatoria. El futbolista apareció en 19 juegos, y no marcó goles. El 30 de abril se efectuó la semifinal de ida en el Estadio Morera Soto ante Alajuelense; el marcador terminó en pérdida de 2-0. El 4 de mayo, su equipo llegó a la vuelta con la responsabilidad de revertir lo ocurrido. No obstante, el resultado finalizó de nuevo en derrota, siendo esta vez con cifras de 1-3, sumado a esto que el global fue de 1-5. Con lo obtenido en la serie, su club perdió la posibilidad de revalidar el título tras quedar eliminados.

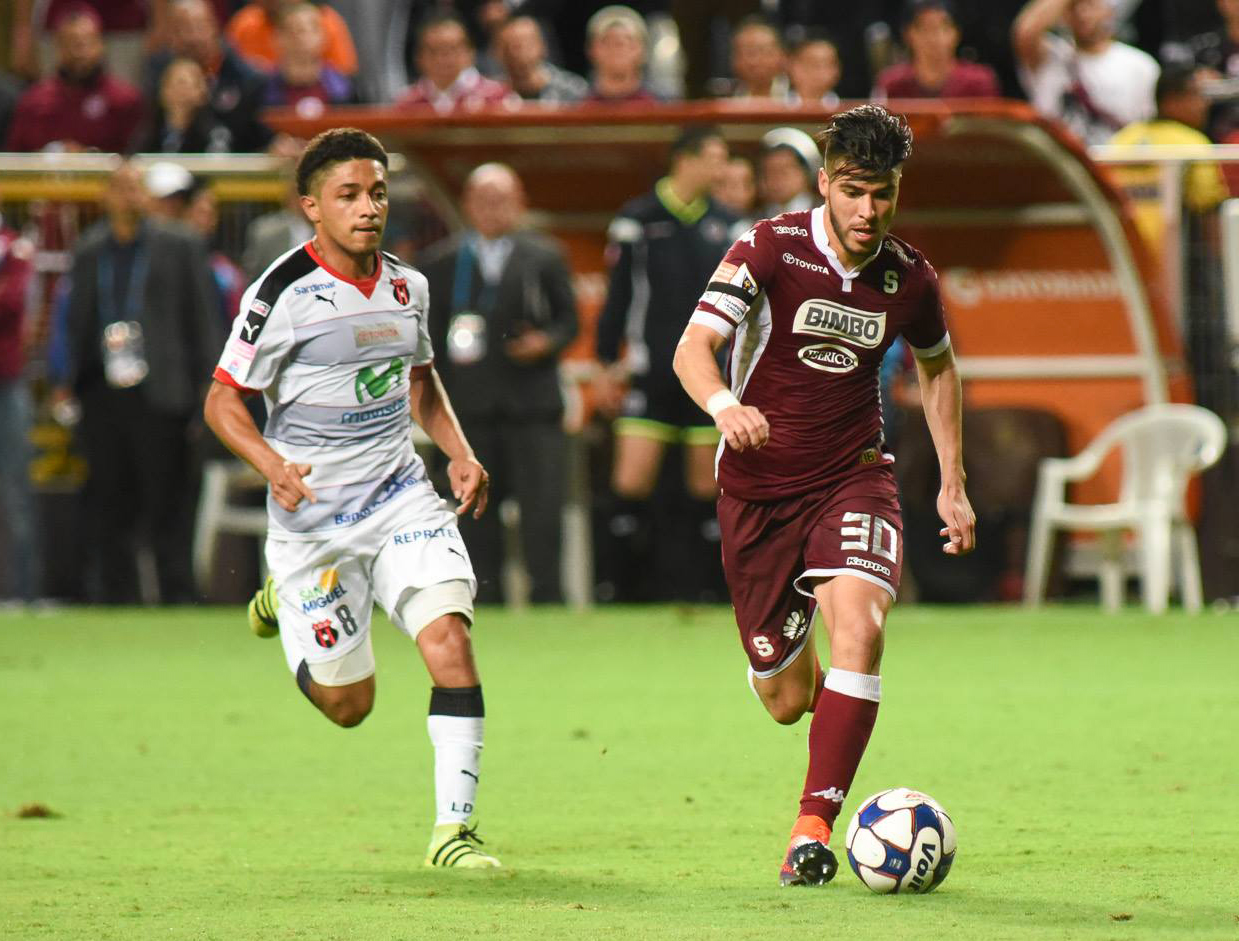
Segura (derecha) con la marcación de Luis Miguel Valle en diciembre de 2016.

En la primera fecha del Campeonato de Invierno 2016, su equipo hizo frente al recién ascendido San Carlos, el 16 de julio en el Estadio Nacional. Ulises Segura fue titular e hizo el primer gol de la temporada al minuto 6', luego sus compañeros David Guzmán y Rolando Blackburn ampliaron la ventaja. No obstante, el empate de 3-3 prevaleció hasta el final del juego. El 18 de agosto se inauguró la Concacaf Liga de Campeones donde su equipo, en condición de local, tuvo como adversario al Dragón de El Salvador. El centrocampista entró de cambio por Randy Chirino al minuto 64', hizo el sexto tanto del partido al cierre del mismo y el resultado culminó con marcador abultado de 6-0 a favor de los morados. El 25 de agosto se desarrolló la segunda fecha de la competencia continental, de nuevo contra los salvadoreños, pero de visitante en el Estadio Cuscatlán. Tras los desaciertos de sus compañeros en acciones claras de gol, el resultado de 0-0 se vio reflejado al término de los 90 minutos. El 11 de septiembre, en la visita al Estadio Edgardo Baltodano por la jornada 11 frente a Liberia, el futbolista alcanzó un nuevo tanto al minuto 53'. El encuentro concluyó en victoria de 1-4. La tercera jornada del torneo del área se llevó a cabo el 14 de septiembre, en el Estadio Ricardo Saprissa contra el Portland Timbers de Estados Unidos. A pesar de que su club inició perdiendo desde el minuto 4', logró sobreponerse a la situación tras desplegar un sistema ofensivo. Los goles de sus compañeros Fabrizio Ronchetti y el doblete de Marvin Angulo, sumado a la anotación en propia del futbolista rival Jermaine Taylor, fueron suficientes para el triunfo de 4-2. El 21 de septiembre obtuvo un gol más, en la victoria de 4-0 sobre la Universidad de Costa Rica. El 19 de octubre se tramitó el último encuentro de la fase de grupos, por segunda vez ante los estadounidenses, en el Providence Park de Portland, Oregon. El jugador fue titular los 90 minutos, y el desenlace del compromiso finiquitó igualado a un tanto, dándole la clasificación de los morados a la etapa eliminatoria de la competencia. El 23 de octubre anotó un tanto en la victoria de 2-0 sobre el Santos de Guápiles. En el vigésimo segundo partido de la primera fase de la liga nacional, su conjunto enfrentó a Liberia en el Estadio Ricardo Saprissa. El resultado de 3-1 aseguró el liderato para su grupo con 49 puntos, y además un cupo para la cuadrangular final. El 1 de diciembre fue la segunda presentación para los saprissistas en la última etapa del campeonato, teniendo a Alajuelense como el contrincante en condición de local. El mediocentro emprendió en la titularidad, y se hizo con una anotación al minuto 30' para el triunfo de 2-1. El 15 de diciembre su equipo venció 2-0 al Herediano, para obtener el primer lugar de la tabla general y así proclamarse campeón automáticamente. Con esto, los morados alcanzaron la estrella número «33» en su historia y Segura logró el tercer título de liga en su carrera. Estadísticamente, contabilizó 27 apariciones y concretó 5 goles, para un total de 2372 minutos disputados.
Para el inicio del Campeonato de Verano 2017 que se llevó a cabo el 8 de enero, el equipo saprissista tuvo la visita al Estadio Carlos Ugalde, donde enfrentó a San Carlos. Por su parte, Ulises Segura no fue tomado en cuenta para este juego debido a deberes internacionales con su selección, mientras que el marcador fue con derrota de 1-0. Debutó oficialmente el 25 de enero, en la jornada 5 contra Limón. Los goles de sus compañeros Fabrizio Ronchetti y Jaikel Medina valieron para la victoria de 2-1. La reanudación de la Liga de Campeones de la Concacaf, en la etapa de ida de los cuartos de final, tuvo lugar el 21 de febrero, fecha en la que su club recibió al Pachuca de México en el Estadio Ricardo Saprissa. El mediocentro fue titular los 90 minutos y el trámite del encuentro se consumió en empate sin anotaciones. Cuatro días posteriores anotó su primer gol en el certamen nacional, en la victoria de 2-1 sobre San Carlos. El 28 de febrero fue el partido de vuelta del torneo continental, en el Estadio Hidalgo. Las cifras finales fueron de 4-0 a favor de los Tuzos. Su segundo tanto de competencia liguera lo marcó el 8 de marzo contra el Cartaginés, al minuto 24', cuyo resultado fue de triunfo 2-0. El 12 de abril, en el áspero partido contra Pérez Zeledón en el Estadio Ricardo Saprissa, su club estuvo por debajo en el marcador por el gol del adversario en tan solo cuatro minutos después de haber iniciado el segundo tiempo. El bloque defensivo de los generaleños le cerró los espacios a los morados para desplegar el sistema ofensivo del entrenador Carlos Watson, pero al minuto 85', su compañero Daniel Colindres brindó un pase filtrado al uruguayo Fabrizio Ronchetti para que este definiera con un remate de pierna izquierda. Poco antes de finalizada la etapa complementaria, el defensor Dave Myrie hizo el gol de la victoria 2-1. Con este resultado, los saprissistas aseguraron el liderato del torneo a falta de un compromiso de la fase de clasificación. En la última fecha de la cuadrangular del 14 de mayo, Ulises marcó un gol sobre el Santos de Guápiles al minuto 21', para la ventaja momentánea de 1-0. Sin embargo, el rival remontaría para las cifras finales de 1-2. Según la ubicación en la tabla, su equipo alcanzó el tercer puesto y por lo tanto quedó instaurado en la última instancia al no haber obtenido nuevamente el primer sitio. El 17 de mayo se desarrolló el juego de ida de la final contra el Herediano, en el Estadio Rosabal Cordero. El volante completó la totalidad de los minutos en la pérdida de 3-0. En el partido de vuelta del 21 de mayo en el Estadio Ricardo Saprissa, los acontecimientos que liquidaron el torneo fueron de fracaso con números de 0-2 a favor de los oponentes, y un agregado de 0-5 en la serie global.
Su debut en el Torneo de Apertura 2017 se produjo el 30 de julio en el Estadio "Fello" Meza de Cartago, escenario en el que su conjunto fungió como local contra Carmelita. Ulises ingresó de relevo por Luis Stewart Pérez al minuto 62' y aportó una asistencia en la victoria con cifras de 4-2. El 3 de septiembre, en el juego frente a Grecia en el Estadio Ricardo Saprissa, el centrocampista alcanzó sus primeros dos goles de la temporada. El primero de ellos lo ejecutó de pierna izquierda desde fuera del área al minuto 47', mientras que el segundo fue realizado mediante una magnífica «media volea» al minuto 65', sin dejar caer el balón dentro del área. El 20 de septiembre hizo su tercera anotación del certamen ante Liberia, tras quitar la marcación del defensor rival con un «caño» y rematar de derecha de forma colocada al minuto 34', esto para poner la ventaja momentánea de 1-0. Finalmente, el resultado definió el triunfo de los morados con goleada 4-0. Segura consiguió su cuarto gol el 2 de octubre en la victoria 0-2 sobre Carmelita. El 19 de noviembre colaboró con una anotación contra Liberia al minuto 45', en el triunfo de los morados por 1-5. Los saprissistas avanzaron a la cuadrangular en el segundo sitio con 43 puntos, y al cierre de la misma, el conjunto tibaseño quedó sin posibilidades de optar por el título. El centrocampista contabilizó veintiséis presencias, marcó cinco tantos y puso seis asistencias. El 19 de diciembre se confirmó oficialmente que el interior derecho dejaría la institución, para vincularse al balompié de la Major League Soccer.

### D.C. United
El 21 de diciembre de 2017, se hace oficial la compra del jugador al D.C. United de Estados Unidos.

### Austin FC
El 13 de diciembre de 2020 fue intercambiado al Austin FC para la temporada inaugural del club en la MLS.

## Selección nacional

### Categorías inferiores
En mayo de 2015, Segura fue convocado por el entrenador Luis Fernando Fallas para disputar el Torneo Esperanzas de Toulon que se realizó en Francia. El primer encuentro fue ante Países Bajos el 27 de mayo en el Estadio Léo Lagrange. Al centrocampista se le asignó la dorsal «12», salió de cambio por William Quirós al minuto 67' y su compañero David Ramírez hizo un doblete; sin embargo, su selección perdió 3-2. El siguiente partido se desarrolló cuatro días después contra Estados Unidos; el resultado fue de 2-1 con victoria y Ulises entró como variante por John Jairo Ruiz. Posteriormente, este marcador se repetiría frente a Francia, siendo esta vez con una nueva pérdida. El 4 de junio fue el último juego, y la Sele empató a un gol ante Catar. El mediocentro ingresó por Francisco Rodríguez.
Ulises fue tomado en consideración por Fallas de cara al torneo final del Preolímpico de Concacaf de 2015, en el cual el equipo Tricolor quedó ubicado en el grupo B con México, Honduras y Haití. El primer juego se llevó a cabo en el StubHub Center de Estados Unidos el 2 de octubre ante los mexicanos; el futbolista quedó en la lista de suplentes y su país perdió con cifras de goleada 4-0. Dos días después, los costarricenses tuvieron la responsabilidad de lograr la clasificación frente a los hondureños, sin embargo, Costa Rica fue derrotado nuevamente, con marcador de 0-2. Este encuentro se realizó en el mismo escenario deportivo y Segura entró de cambio por Christian Martínez al minuto 68'. Finalmente, los Ticos empataron a un gol el último cotejo contra la escuadra haitiana. En esta ocasión, el juego se efectuó en el Dick's Sporting Goods Park y el volante participó 37 minutos. Con estos resultados, los costarricenses perdieron la oportunidad de ir a Río 2016 y quedaron eliminados en el cuarto lugar de la fase de grupos, con un punto.

### Selección absoluta
El 2 de enero de 2017 se llevó a cabo la convocatoria de los futbolistas para la decimocuarta edición de la Copa Centroamericana, la cual tomó lugar en territorio panameño. El centrocampista fue incluido en la lista del entrenador Óscar Ramírez. El 13 de enero comenzó el torneo regional donde su selección, en el Estadio Rommel Fernández, enfrentó al conjunto de El Salvador. Ulises quedó en el banquillo y el empate sin anotaciones definió el marcador final. Para el compromiso de dos días después, en el mismo escenario deportivo, contra la escuadra de Belice, Segura apareció en el once titular con la dorsal «21», y el resultado fue de victoria 0-3. En el juego del 17 de enero ante Nicaragua, el interior derecho esperó desde la suplencia, y la igualdad de 0-0 se repitió al cierre del cotejo. Tres días posteriores se efectuó el clásico del área frente a Honduras, en el cual Ulises entró de cambio por David Guzmán al minuto 57'. El encuentro finiquitó balanceado a un gol. El único revés de su nación fue el 22 de enero, por la última jornada, contra el anfitrión Panamá. El marcador de 1-0 confirmó el cuarto lugar de los costarricenses, además de un cupo directo para la Copa Oro de la Concacaf en ese mismo año.

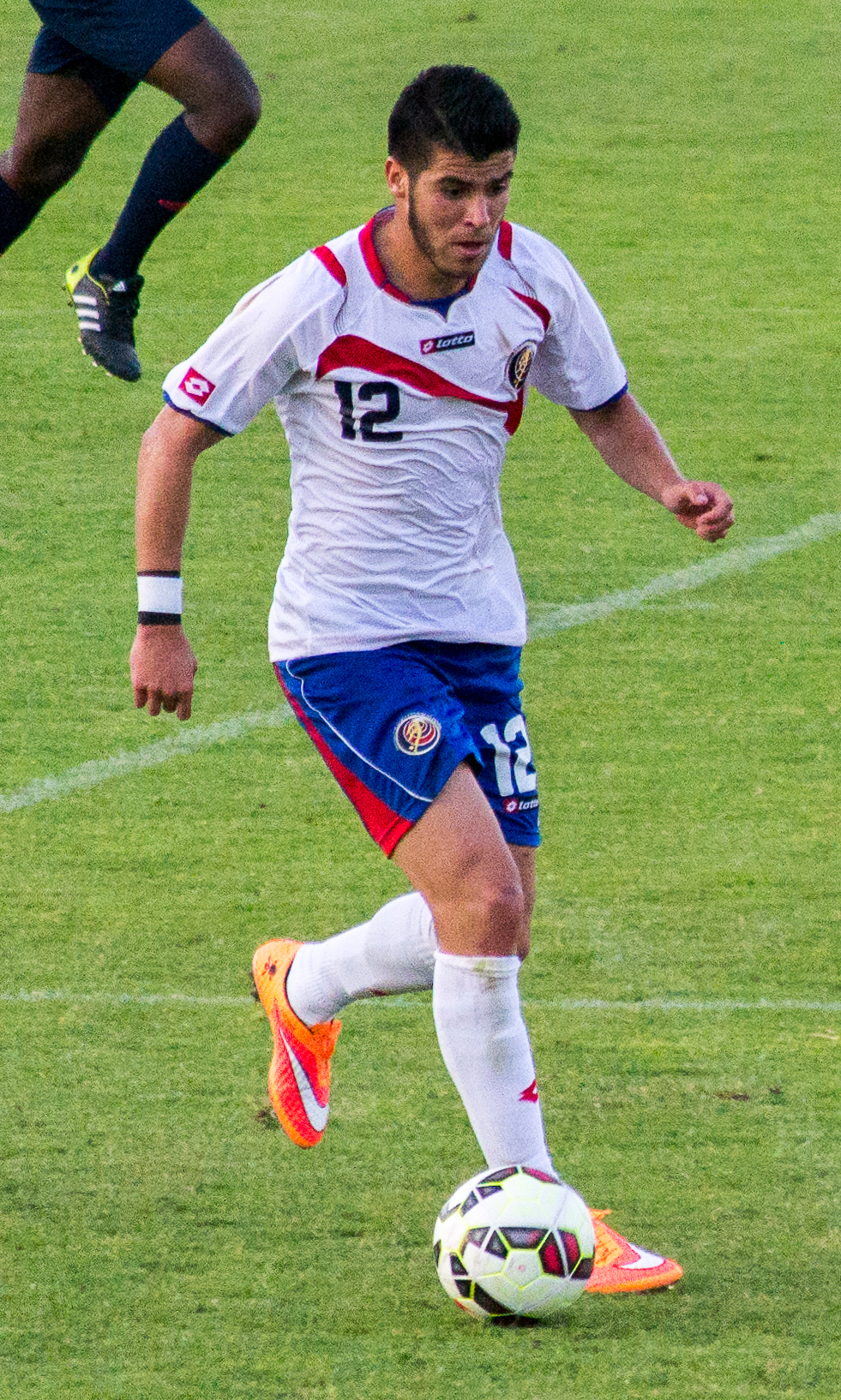
Ulises como seleccionado Sub-23 en 2015.

El 17 de marzo de 2017, el estratega Óscar Ramírez realizó la nómina de jugadores para la reanudación de la Eliminatoria Mundialista de Concacaf. El mediocentro fue tomado en cuenta por primera vez en este tipo de instancias. El 24 de marzo fue el primer compromiso ante México en el Estadio Azteca. El tanto tempranero del rival al minuto 6' y el gol al cierre de la etapa inicial fueron fulminantes en el marcador definitivo con derrota de 2-0. Con este resultado, su nación sufrió el primer revés de la competencia cuya valla invicta acabó en 186 minutos. La segunda visita de esta fecha FIFA se desarrolló cuatro días después contra Honduras en el Estadio Francisco Morazán. El cotejo se caracterizó por el clima caluroso de la ciudad de San Pedro Sula, ya que el cotejo fue en horas de la tarde, también del controversial arbitraje del salvadoreño Joel Aguilar al no sancionar acciones de penal a ambas escuadras. La situación de su conjunto se volvió un poco áspera por el gol transitorio del contrincante al minuto 35'. Con el reacomodo en la zona de centrocampistas, su selección tuvo más control del balón y al minuto 68' su compañero Christian Bolaños, quien había entrado de relevo, ejecutó un tiro de esquina que llegó a la cabeza de Kendall Waston, el cual aprovechó su altura para conseguir la anotación que terminó siendo el empate.
El centrocampista fue incluido, el 16 de junio de 2017, en la lista oficial del director técnico Óscar Ramírez para la realización de la Copa de Oro de la Concacaf que tendrá lugar en Estados Unidos. El 7 de julio se disputó el primer encuentro del certamen en el Red Bull Arena de Nueva Jersey, lugar donde se efectuó el clásico centroamericano contra Honduras. Ulises Segura permaneció en la suplencia y, por otra parte, su compañero Rodney Wallace brindó una asistencia a Marco Ureña al minuto 38', quien concretó el único gol de su nación para la victoria ajustada de 0-1. Cuatro días posteriores se dio el segundo cotejo ante Canadá en el BBVA Compass Stadium, escenario en el cual prevaleció la igualdad a un tanto. El 14 de julio fue titular por 53 minutos en el último compromiso por el grupo frente a Guayana Francesa en el Estadio Toyota de Frisco, Texas. Los Ticos se impusieron 3-0 para asegurar un lugar a la siguiente ronda como líderes de la tabla con siete puntos. Su selección abrió la jornada de los cuartos de final el 19 de julio en el Lincoln Financial Field de Philadelphia, Pennsylvania, contra Panamá. Un testarazo del rival Aníbal Godoy mediante un centro de David Guzmán, al minuto 76', provocó la anotación en propia puerta de los panameños, lo que favoreció a su combinado en la clasificación a la otra instancia por el marcador de 1-0. La participación de su escuadra concluyó el 22 de julio en el AT&T Stadium, con la única pérdida en semifinales de 0-2 ante Estados Unidos. Estadísticamente, Ulises tuvo dos apariciones con un total de 68 minutos acumulados.
Debido a la baja por lesión de Bryan Ruiz, el 5 de noviembre de 2017 se confirmó el llamado de Ulises de último momento por el combinado costarricense, para disputar los dos fogueos internacionales en el continente europeo. El 11 de noviembre permaneció en el banquillo contra España en el Estadio La Rosaleda de Málaga, donde las cifras de goleada 5-0 favorecieron a los adversarios. Tres días después participó 23 minutos en la nueva pérdida de su país, esta vez por 1-0 ante Hungría.
El 15 de marzo de 2018, el mediocentro recibió la convocatoria de Ramírez con miras a los nuevos encuentros amistosos en Europa. En el partido celebrado el 23 de marzo en Glasgow, contra el combinado de Escocia, Segura permaneció en la suplencia en la victoria ajustada por 0-1. Cuatro días después, entró de cambio al minuto 58' por Daniel Colindres en la derrota 1-0 ante Túnez en el Allianz Riviera de territorio francés.
El 4 de octubre de 2018, en rueda de prensa del director técnico interino Ronald González, se hizo el llamado de Segura para disputar los fogueos de la fecha FIFA del mes. El primer duelo se realizó el 11 de octubre en el Estadio Universitario de Monterrey, en donde su combinado enfrentó al conjunto de México. El centrocampista entró de cambio por Allan Cruz al minuto 76' y su país perdió con marcador de 3-2. Para el cotejo del 16 de octubre contra el equipo de Colombia en el Red Bull Arena en territorio estadounidense, el equipo Tico cedió el resultado tras caer derrotado con cifras de 1-3.
El 23 de enero de 2020, el jugador regresa en la nómina de la selección con el motivo de efectuar un fogueo en fecha no FIFA. El 1 de febrero se dio el juego frente a Estados Unidos en el Dignity Health Sports Park. Segura alineó como titular, salió de cambio por Luis Díaz y su país perdió por la mínima 1-0.

## Clubes
| Club                     | País           | Año             |
| ------------------------ | -------------- | --------------- |
| Saprissa de Corazón      | Costa Rica     | 2012 - 2014     |
| Deportivo Saprissa       | Costa Rica     | 2014            |
| C.S. Uruguay de Coronado | Costa Rica     | 2014 - 2015     |
| Deportivo Saprissa       | Costa Rica     | 2015 - 2017     |
| D.C. United              | Estados Unidos | 2018 - 2021     |
| Austin FC                | Estados Unidos | 2021            |
| Deportivo Saprissa       | Costa Rica     | 2022 - Presente |

## Palmarés

### Títulos nacionales
| Título                         | Club               | País       | Año  |
| ------------------------------ | ------------------ | ---------- | ---- |
| Primera División de Costa Rica | Deportivo Saprissa | Costa Rica | 2014 |
| Primera División de Costa Rica | Deportivo Saprissa | Costa Rica | 2015 |
| Primera División de Costa Rica | Deportivo Saprissa | Costa Rica | 2016 |
| Primera División de Costa Rica | Deportivo Saprissa | Costa Rica | 2022 |
| Primera División de Costa Rica | Deportivo Saprissa | Costa Rica | 2023 |
| Primera División de Costa Rica | Deportivo Saprissa | Costa Rica | 2023 |
| Primera División de Costa Rica | Deportivo Saprissa | Costa Rica | 2024 |